# Saitama Railway Corporation

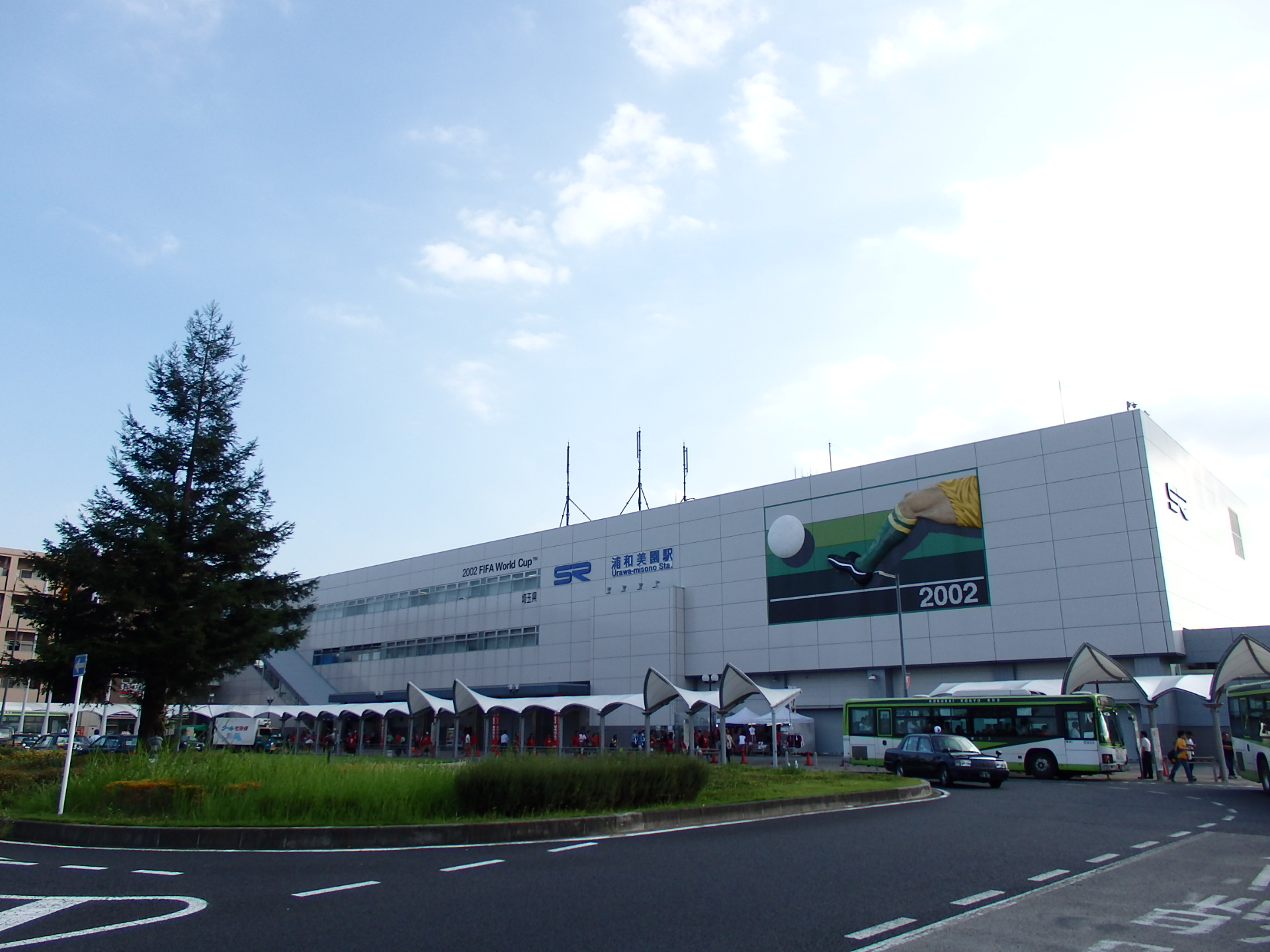
La gare d'Urawa Misono, où se situe également le siège de la société

La Saitama Railway Corporation (埼玉高速鉄道株式会社, Saitama Kōsoku Tetsudō Kabushiki-gaisha) est une compagnie de transport ferroviaire qui exploite une ligne dans la préfecture de Saitama au Japon.
Son siège social se trouve dans l'arrondissement de Midori dans la ville de Saitama. La compagnie accepte la carte PASMO.

## Histoire
L'entreprise a été créée le 25 mars 1992 dans le but de construire et d'exploiter la partie située dans la préfecture de Saitama de la ligne n°7 du métro de Tokyo. Elle obtient sa licence le 17 décembre 1992. La ligne ouvre le 28 mars 2001.

## Ligne
La compagnie possède et exploite la ligne Saitama Railway, une ligne en grande partie souterraine, qui permet de prolonger au nord la ligne Namboku.
| Symbole | Ligne                 | Nom japonais   | Terminus                        | Longueur (km) | Stations |
| ------- | --------------------- | -------------- | ------------------------------- | ------------- | -------- |
| SR      | Ligne Saitama Railway | 埼玉高速鉄道線 | Akabane-Iwabuchi - Urawa Misono | 14,6          | 8        |

## Materiel roulant
La compagnie possède une seule série de train : la série 2000.

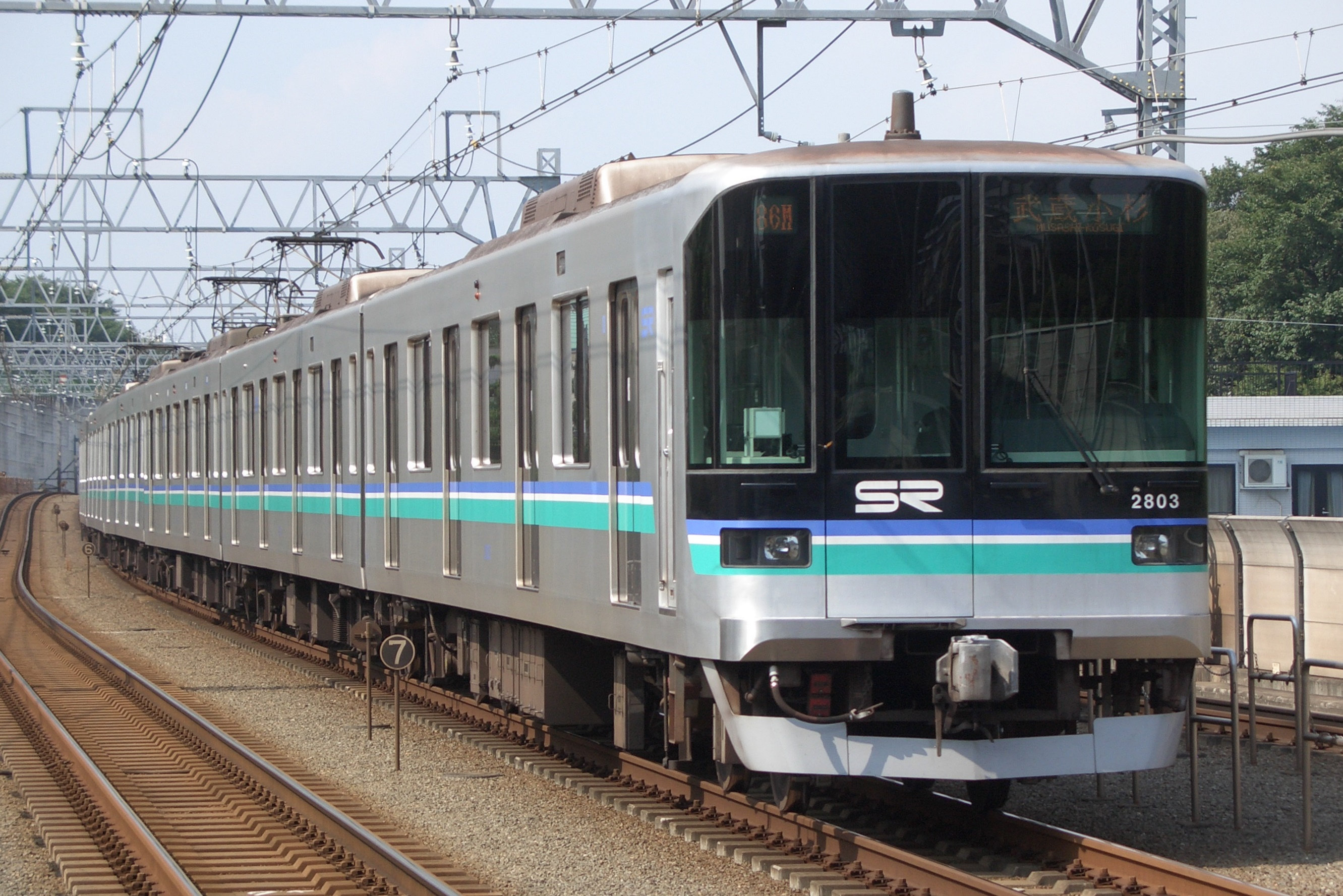
série 2000